# Bity inteligencji
Bity inteligencji, bit inteligencji – informacja przekazywana w ściśle określony sposób w metodzie Domana, mająca za zadanie stymulować ścieżkę wzrokową małego dziecka, poszerzać jego wiedzę encyklopedyczną i ćwiczyć pamięć.
Karta z bitem inteligencji przedstawia jedną klarowną ilustrację informacji, którą ma przekazać.

## Karty z bitami inteligencji według Glenna Domana muszą być
- precyzyjne (przedstawiać szczegółową ilustrację)
- pojedyncze,
- jednoznaczne,
- rzeczywiste,
- duże, o wymiarach 28 cm x 28 cm.

W swoim programie bitów inteligencji Glenn Doman opracował konkretny harmonogram ich prezentacji. Każdy prezentowany zestaw bitów inteligencji powinien zawierać minimum 10 różnych kart, które na bieżąco powinny być wymieniane wraz z biegiem programu. 
Bity inteligencji wraz ze szczegółowymi podpisami mogą być poszerzeniem programu czytania metodą Domana.